# Bionde, rosse, brune...
Bionde, rosse, brune... (It Happened at the World's Fair) è un film del 1963 diretto dal regista Norman Taurog con protagonista Elvis Presley nei panni di un aviatore.
Il film venne girato a Seattle, sede della Century 21 Exposition, l'esposizione mondiale del 1962. Il governatore dello stato di Washington dell'epoca, Albert Rosellini, suggerì tale ambientazione ai dirigenti della Metro-Goldwyn-Mayer, casa produttrice della pellicola.

## Trama
Mike Edwards e Danny Burke lavorano come piloti di piccoli aerei. Dopo varie peripezie, si ritrovano casualmente a dover fare da balie ad una piccola bambina perdutasi nella fiera di Seattle. Naturalmente Mike trova anche il tempo per corteggiare la bella infermiera Diane.

## Curiosità
- Kurt Russell fa nel film una comparsata, non accreditata nei titoli di coda, nella parte del ragazzino al quale Mike paga 25 centesimi per colpirlo, in modo da farsi così visitare dall'infermiera Warren. In seguito Russell avrebbe interpretato la parte di Presley nel film televisivo del 1979 Elvis, il re del rock, e fornito la voce per il personaggio di Elvis in Forrest Gump.

## Colonna sonora
I brani del film sono: Beyond the Bend; Relax; Take Me to the Fair; They Remind Me Too Much of You; One Broken Heart for Sale; I'm Falling In Love Tonight; Cotton Candy Land; A World of Our Own; How Would You Like to Be (cantata con Vicki Tiu); Happy Ending (cantata con Joan O'Brien).
Tutti i brani vennero pubblicati all'epoca sull'album It Happened at the World's Fair (LPM/LSP 2697).
Venne anche realizzato un singolo con i brani One Broken Heart for Sale e They Remind Me Too Much of You.
La colonna sonora venne ripubblicata nel 1993 con inclusa la versione del film di One Broken Heart for Sale; nel 2003 venne ristampata (serie Follow That Dream) con copertina originale e con l'aggiunta di 14 versioni alternative.